# Moreno Argentin
Moreno Argentin (* 17. prosince 1960, San Donà di Piave) je bývalý italský cyklista. Začínal jako dráhař, v letech 1977 a 1978 vyhrál juniorské mistrovství Itálie ve stíhačce družstev. Po přestupu na silnici v roce 1979 vyhrál amatérský závod Piccolo Giro di Lombardia a v následujícím roce se stal profesionálem. Byl specialistou na jednorázové závody, tzv. klasiky, v roce 1986 se stal mistrem světa v silničním závodě jednotlivců (kategorie ELITE). Za tento úspěch obdržel Medaglia d'oro al valore atletico, udělovanou Italským olympijským výborem. Na Giro d'Italia získal 12 etapových prvenství, nejlepším celkovým umístěním bylo třetí místo v roce 1984. Závodní kariéru ukončil v roce 1994.

## Úspěchy
- Vítěz závodu Lutych-Bastogne-Lutych 1985, 1986, 1987, 1991
- Vítěz závodu Valonský šíp 1990, 1991, 1994
- Mistr Itálie v silničním závodě 1983, 1989
- Vítěz Coppa Sabatini 1983, 1990
- Vítěz Giro di Veneto 1984, 1988
- Vítěz Settimana Internazionale di Coppi e Bartali 1984, 1992
- Vítěz Trofeo Matteotti 1982
- Vítěz Post Danmark Rundt 1985
- Vítěz Giro di Lombardia 1987
- Vítěz Kolem Flander 1990